# Winkel-Sainte-Croix
Winkel-Sainte-Croix (en néerlandais : Sint-Kruis-Winkel) est une section de la ville belge de Gand située en Région flamande dans la province de Flandre-Orientale.